# Heinz J. Duell
Heinrich Josef Watzke, noto anche con il nome di Heinrich Josef Düll o semplicemente Heinz J. Düll oppure Heinz J. Duell (Leitmeritz, 20 aprile 1938 – Monaco di Baviera, 1º agosto 2001) è stato un artista, pittore, illustratore e ceramista tedesco.

## Biografia
Heinrich Josef Watzke nasce il 20 aprile 1938 a Leitmeritz nell’allora Cecoslovacchia (oggi diventata Repubblica Ceca) da una famiglia di origine tedesca.
Quando Heinz aveva solo due anni, il padre viene arruolato per la guerra e, al suo ritorno, decide di divorziare dalla moglie e di crearsi una nuova famiglia. Heinrich cresce così in compagnia della madre Valerie, che lavorava in un laboratorio di pellicceria, della zia Pauline, che era aiutante di un farmacista, e della nonna materna Adelaide, che lavorava come cuoca presso la famiglia Asburgo e con cui Heinrich aveva un forte legame. Nonostante l’affetto familiare, l’infanzia di Heinrich fu comunque difficile, segnata dall’occupazione tedesca della città di Leitmeritz, avvenuta nel 1938.
Dopo la fine della guerra, la famiglia di Heinz è costretta a lasciare la città di Leitmeritz come tanti altri cittadini di origine tedesca. Si trasferiscono quindi in Germania, prima nel sud della Baviera e poi a Würzburg. Proprio a Würzburg Heinrich intraprende gli studi all’Istituto d’Arte e, a soli 19 anni, vince,  nel 1957, il Premio di Grafica “Città di Würzburg”.
Successivamente decide di trasferirsi a Monaco di Baviera, pur restando sempre in contatto con la madre e la zia, anche dopo la morte dell’amata nonna, avvenuta proprio in quegli anni. A Monaco l’artista continua a studiare e inizia a lavorare in un laboratorio di animazione grafica. Questi sono anni frenetici per Heinrich, che continua a dipingere, organizzare mostre e fare persino la comparsa al teatro dell’Opera, che sarà un’occasione per coltivare il suo amore per la musica lirica.
Nel 1961 Heinz inizia a lavorare come disegnatore tecnico nello studio di architettura dei fratelli Düll. La famiglia Düll era composta da artisti e architetti. Nei primi del ‘900 Heinrich Düll, colui che diventerà il nonno adottivo di Heinz, realizzò diverse sculture in molte città della Germania. La sua opera più famosa è l'Angelo della pace, un angelo dorato nel Parco Inglese, che domina Monaco di Baviera.
La famiglia Düll intuisce presto il talento di Heinrich, che, durante questo periodo, continua a viaggiare in Europa, nord Africa e Stati Uniti, e a organizzare mostre. Dal 1962 le sue opere vengono esposte a Würzburg, Osnabrück, Kiel, Monaco di Baviera, Rabat, Stoccolma, Viterbo, Berlino, Vitorchiano, Roma, Venezia, Todi e al Palazzo Farnese di Gradoli.
La sua attività artistica riceve anche molti riconoscimenti a livello internazionale da diverse Accademie e Università. Per esempio riceve premi dall’Accademia delle Arti e del Lavoro, dall’Ordine Internazionale dei Volontari della Pace, dall’Accademia dei Maestri di Pralboino, dall'Interamerican University of Humanistic Studies in Florida, e dall’Istituto Europeo di Cultura Popolare e Ambientale, in riconoscimento dell’attività artistica e culturale svolta a favore della società europea contemporanea.
Successivamente consegue anche una seconda laurea a Berlino all’antica Accademia Prussiana delle Belle Arti, fondata nel 1696 e ora conosciuta come Universität der Künste di Berlino.

### Trasferimento in Italia
Nel 1973 i viaggi intrapresi da Heinz lo portano in più occasioni in Italia e a Roma. Si innamorerà talmente tanto dell’atmosfera della città che confesserà all’architetto Franz Düll di volersi trasferire lì per un lungo periodo. Trova così un pied a terre nelle vicinanze di Piazza del Popolo.
Durante questi soggiorni romani visita diverse gallerie d’arte e prende parte a vari circoli frequentati da molti intellettuali come il Caffè Greco, Rosati a Piazza del Popolo, la Galleria Marlborough, la Galleria Il Segno, La Pesa. Qui fa la conoscenza di altri artisti tedeschi come Heinz von Cramer, Fabius Gugel e Lothar Fischer.
Ma il suo amore per il territorio italiano non si ferma alla grande città. Nel 1976 Heinz viene invitato dal suo caro amico e artista, Antonio Caputo, noto come Caputo da Roma, nella sua casa a Vitorchiano nell’alto Lazio. Il paesaggio di questa zona affascina l’artista. Così decide di trasferirsi in questi luoghi e, dopo essere stato ospite dell’amico, compra una proprietà a Bagnaia che dista quattro chilometri da Viterbo. Come lo stesso Caputo racconta, questi luoghi influenzeranno molto, da lì in poi, la sua produzione artistica. Infatti Heinz riuscirà minuziosamente a scandagliare il territorio, facendone tesoro per la sua arte. «Nella campagna viterbese ha creato il suo regno di vita e di lavoro».

#### La nuova firma dell’artista
L’architetto Franz Düll, per cui Heinrich lavorava, non era considerato dall’artista semplicemente il suo datore di lavoro, ma, negli anni, divenne quasi come un padre. Purtroppo, però, alla fine degli anni ’70 gli fu diagnosticato un cancro che, in pochi anni, lo portò alla morte. Ma prima, Franz Düll, sentendosi responsabile per Heinz e essendogli particolarmente affezionato, decise di adottarlo. Così nel 1980 Heinrich Josef Watzke divenne Heinrich Josef Düll.
Per questo motivo le opere dell’artista si ritrovano sotto due nomi diversi: nei primi vent’anni della sua attività la firma fu Heinz J. Watzke, poi divenne Heinz J.Düll. Inoltre, dato che ormai l’artista viveva in Italia, per evitare problemi di pronuncia e di scrittura, comincerà a firmare le sue opere con Heinz J.Duell, in cui la “ü” viene sostituita dalla “u“ senza dieresi e la “e“.

### Gli ultimi anni
Gli ultimi anni vissuti dall’artista furono segnati da gravi lutti, come Franz Düll e la zia Pauline. Nel 1999 scopre poi di avere un tumore alla gola. Così, a soli 63 anni, Heinz J.Düll  si spegne a Monaco di Baviera il 1º agosto del 2001. Viene sepolto nel cimitero di Ostfriedhof a Monaco di Baviera. Dopo solo due mesi, muore anche la mamma Valerie, all’età di 93 anni.

## Produzione artistica

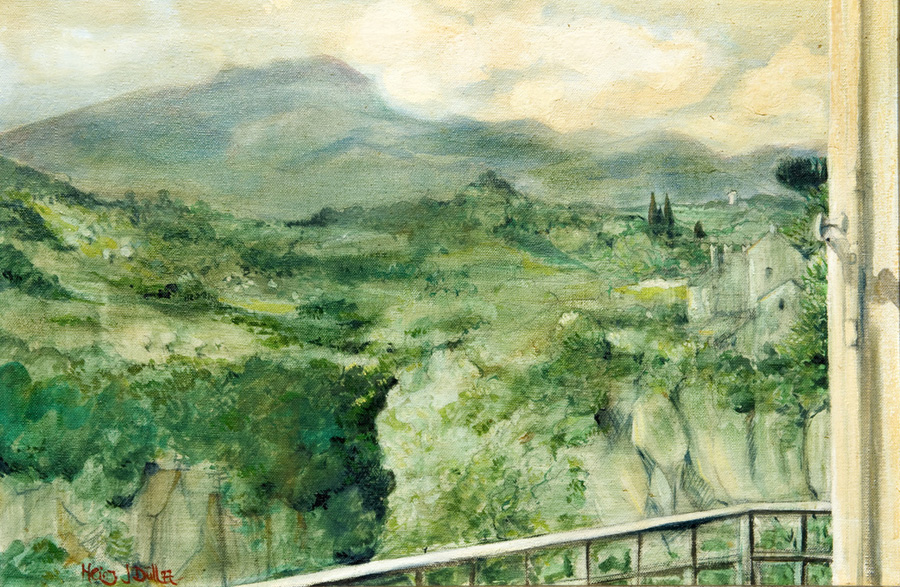
Vitorchiano - Veduta da Via Marzio 46 (olio su tela), opera di Heinz J. Duell del 1989

L’artista Heinz J. Düll ha lasciato molte opere e sperimentato molte forme d’arte, come dipinti, acquarelli, illustrazioni grafiche  e ceramiche. Come lui stesso dichiara, la sua arte è espressione della sua idea artistica: «Non si tratta di una raffigurazione di se stesso, ma soltanto un tentativo di rendere accessibile al fruitore il suo potenziale di esperienza». Nel 1976, Herbert Pagani scrive di come le opere grafiche di Heinz sembrino inizialmente porsi a metà strada fra il “carnet de voyage”, un diario di viaggio, e la comic-strip d'arte. Ma poi si riescono a percepire le trame, i punti, i neri, i pieni, i bianchi vergini, le linee astratte che ricorrono attraverso il paesaggio figurativo. Dalla “tessitura” di un muro, da un ramo, dalle ombre, emerge, al di là del piacere figurativo del disegno, il tentativo di restituire con un solo strumento, la penna, e un solo colore, il nero, le densità e le luci dell’architettura casuale e armoniosa di Vitorchiano, uno dei soggetti rappresentati spesso dall’artista.

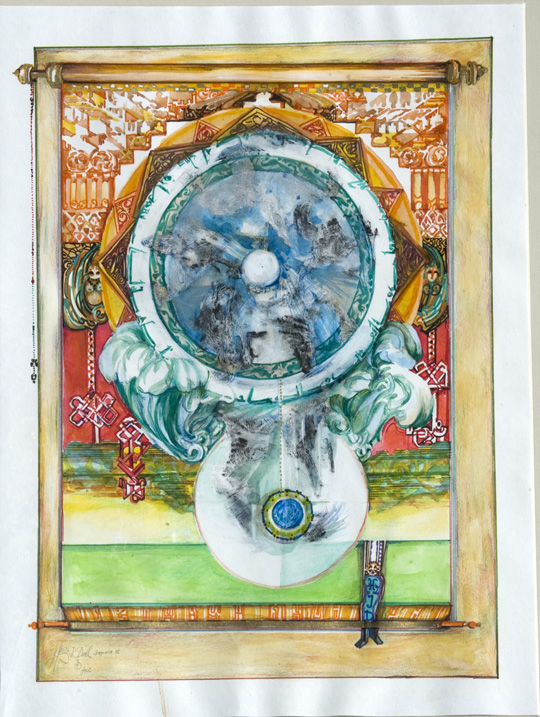
Vathek - fecit (tecnica mista e oro su cartoncino 45x60), opera di Heinz J. Duell del 1995

Nel 1984 sarà invece Gianni Moneta a dibattere sulle pitture di Heinz J. Düll. Per Moneta, nella sua arte, Heinz trasferisce il dramma di luoghi antichi, che vengono sopraffatti e dimenticati dal futuro e dal progresso. L’opera, rappresentata artisticamente con la china o con la tempera, diventa un gesto d'amore per gli uomini e il territorio. Denuncia il degrado spirituale, lo stravolgimento degli equilibri della natura. Inoltre il paesaggio e l'opera dell'uomo vengono riproposti in un gioco cromatico e in linee composte con rigorosa dolcezza. Duell toglie l'uomo moderno da malinconici monologhi, per rinvenire e ricreare le leggi della bellezza, le leggi dell'ordine, la disciplina della pittura, l'organizzazione delle forme e dei colori. I problemi della vita diventano così sorgente di ogni forza creativa.
Inoltre gli studi di architettura e le esperienze italiane hanno influenzato Heinz nel bianco e nero e nei paesaggi a china. Anche la sua pittura a olio, con le delicate nature morte, contiene la stessa serenità. Le composizioni dei colori e delle linee nelle grandi tempere sono frutto di una ricerca profonda e originale.
Toni Kienlechner, nel 1988, evidenzia come l’arte di Heinz sia stata influenzata dal barocco di Roma e dall'enigmatico paesaggio degli antichi luoghi dell'Etruria. Il barocco romano, quale linguaggio figurativo, si avverte non solo nelle raffigurazioni di mistici santi, ma anche nei disegni.
Infine, le opere realizzate durante la seconda metà degli anni ’90 si ispirano alle atmosfere fiabesche del romanzo Vathek, l'opera più famosa di Beckford.

### La rappresentazione del legame con la natura

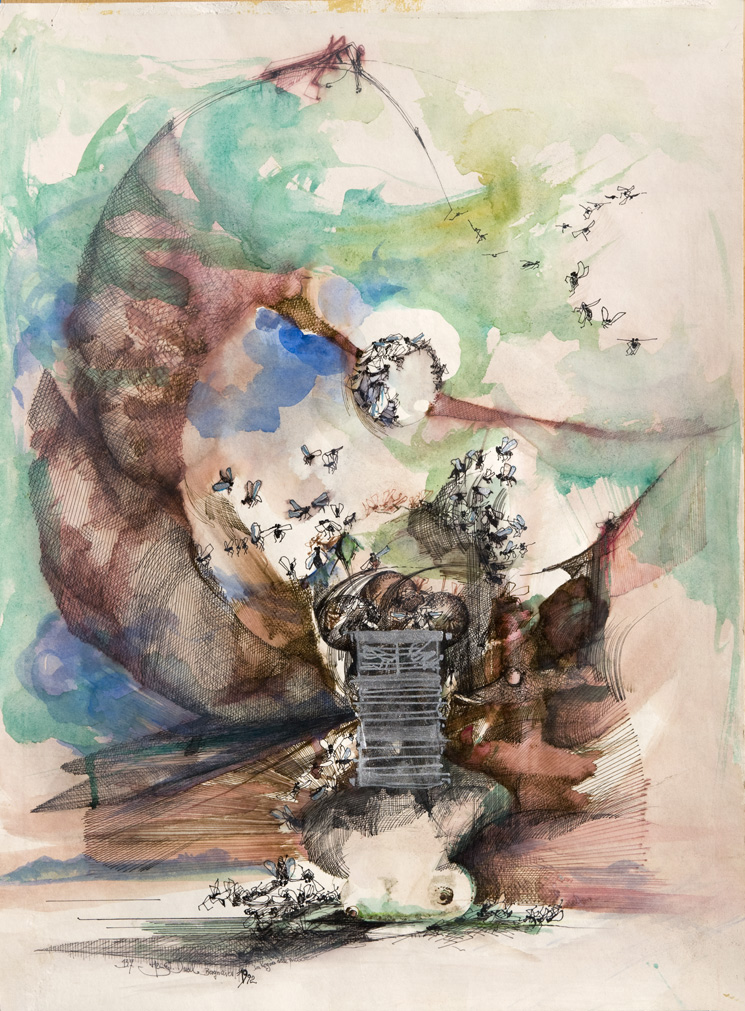
La Regina delle mosche (acquarello su cartoncino 45x60), opera di Heinz J. Duell del 1992

Heinz J. Düll era sorpreso dalla magia che la natura gli regalava e ne trovava ispirazione per la sua arte. Così nella sua casa creò un giardino e lo lasciò volutamente incolto, libero di esplodere con le sue varietà e i suoi colori. Qui trovavano casa anche molti animali, come cani, gatti, uccelli, pesci rossi e persino mosche, che hanno ispirato la sua opera “La regina delle mosche”.
Anche Toni Kienlechner, nel 1984, racconta di come l’artista fosse meravigliato dal paesaggio intorno a Viterbo, Vitorchiano, Vetralla, Bomarzo. Trova ispirazione dai luoghi del sud della Toscana, del nord del Lazio e del sud dell'Umbria. Il fascino che la terra etrusca ha esercitato sulla penna dell'artista tedesco consiste soprattutto nell'occulta e misteriosa struttura della natura stessa delle terre vulcaniche, sepolte sotto il loro ricco e ruvido manto di piante. L'occhio dell'artista fruga nelle stratificazioni, nei crepacci e nelle granulazioni delle pietre e dei ruderi bruni e grigi, nella delicata tessitura delle piante e dei muschi, ridisegna la ruvida scorza dei grandi alberi di noce che proteggono case e stalle di una modesta cultura agreste.
Heinz crea una vera e propria simbiosi tra arte e natura e i suoi disegni sono la testimonianza del pericolo che verte su questo paesaggio, che si copre pian piano di case. Questo è il filo conduttore che lega i disegni e gli acquarelli, ambientati da Orvieto a Bolsena fino a Todi. Infatti, nel 1986, ancora Toni Kienlechner scrive: «I relitti di un grande passato si trovano ai margini delle rappresentazioni dei paesaggi e della architettura, un silenzioso morbido suono parla nei delicati acquarelli e ci fa venire qua e là surrealistici pensieri».

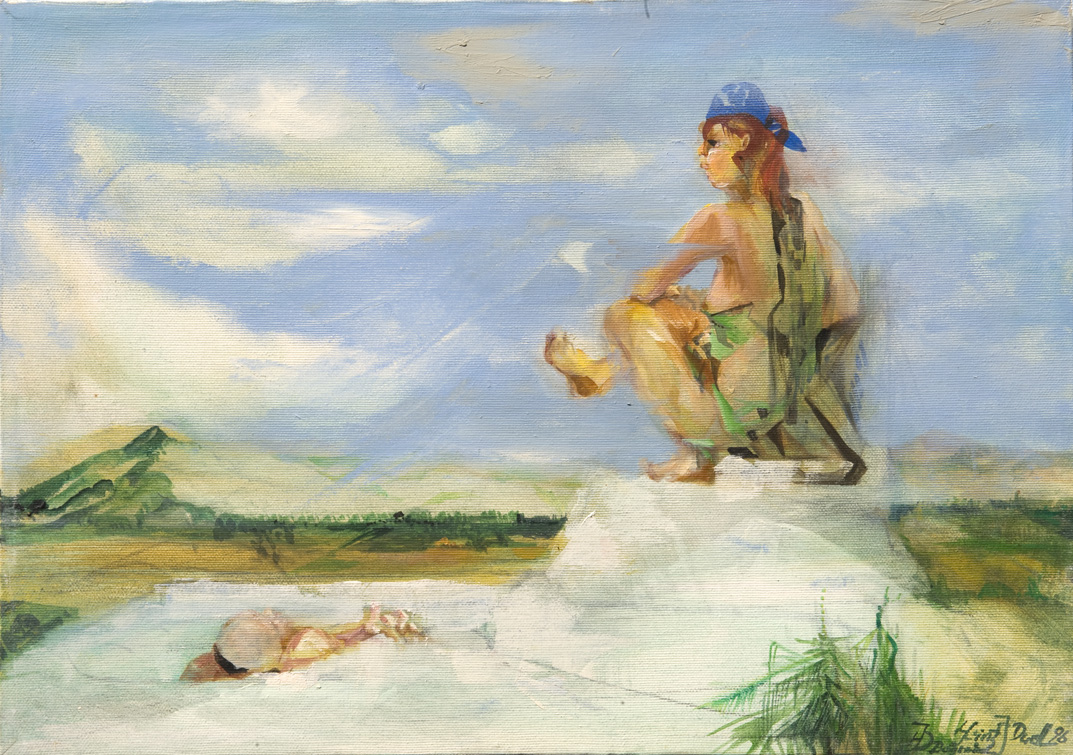
Bulicame (olio su tela 50x35), opera di Heinz J. Duell del 1996

Tra i dettagli del paesaggio che catturarono maggiormente l’attenzione dell’artista ci furono delle stratificazione di zolfo inserite nella campagna che circonda la città di Viterbo. L’atmosfera data dalla fonte del Bullicame e delle sue vasche naturali di acqua sulfurea fu rappresentata da Heinz in circa 40 opere di pittura a olio. Ma non è stato l‘unico artista a rimanere affascinato dal paesaggio di Viterbo. La leggenda narra che per Bullicame sia passato Ercole in cerca di riposo dalle sue “fatiche”. Anche Michelangelo Buonarroti andò alla fonte per curarsi dal suo "mal di pietra" e ne scrive anche Dante Alighieri, di passaggio da Viterbo, nella sua Divina Commedia:
«Quale del Bullicame esce ruscello
che parton poi tra lor le peccatrici
tal per la rena giù sen giva quello»
Invece Pubblio Dal Soglio parla, nel 1987, della leggerezza delle forme nei paesaggi di Heinz, che si ritrova nel cielo, nelle nubi e nella stessa aria. Ne evidenza anche la freschezza delle tinte, rese con un tocco secco, pulito e discontinuo.
Infine Paolo Rizzi sostiene, nel 1990, che Düll abbia saputo inserire il suo spirito nordico nella dimensione del paesaggio italiano. Ciò si nota nella linea, che, anche quando ritrae oggetti ravvicinati, segue un suo rovello secco, una sua tensione espressiva. Invece il colore tende alle tinte acide, si dissolve dando la sensazione di lontananza, di sfumature. Reminiscenze gotiche si fondono quindi con dilatazioni leonardesche. Così due culture apparentemente opposte, come la gotica tedesca e la rinascimentale italiana, si fondono.
L’impressione è diversa se si considerano le nature morte dell’artista. Le pennellate sono sottili e il colore, dosato, distacca i particolari dallo sfondo. Un simbolismo pervade la composizione sia delle nature morte sia dei paesaggi.

## Alcune opere

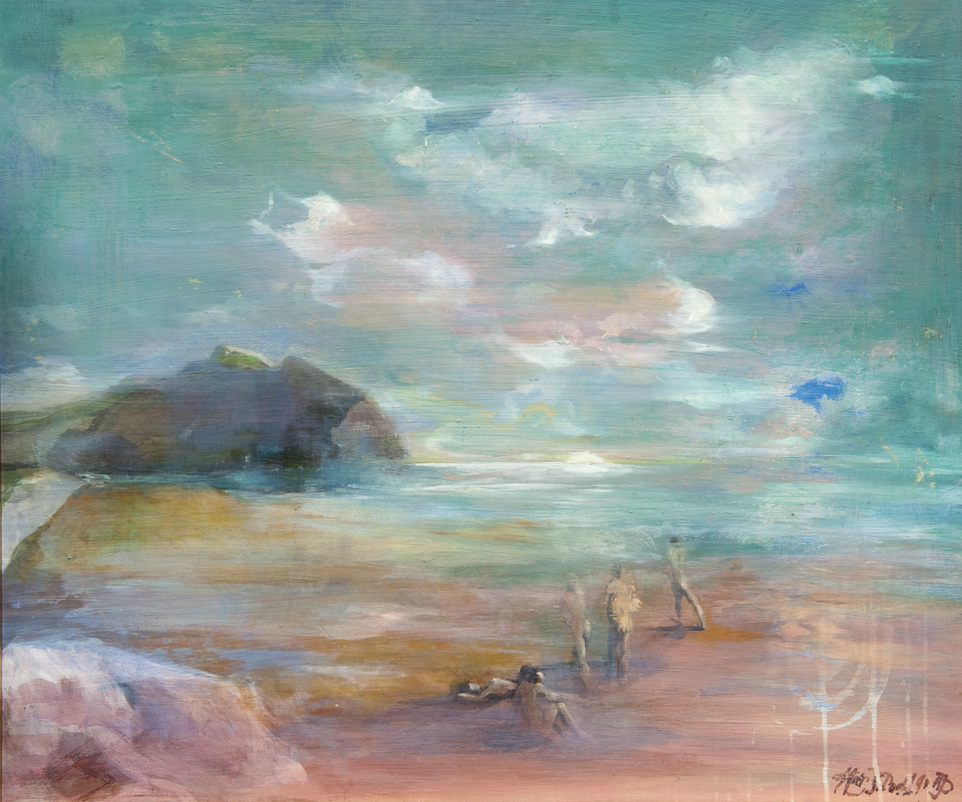
Lago di Bolsena - Tramonto (olio su tela 80x70), opera di Heinz J. Duell del 1991

### Paesaggi
- La ripa (1976)
- Viterbo - I monti Cimini (1976)
- Vitorchiano – Paesaggio (1976)
- Vitorchiano - Vallata destra (1976)
- Civita di Bagnoregio (1977)
- Bagnaia - Villa Lante (1979)
- Marta (1980)
- Arbatax (1986)
- Orvieto (1986)
- Lago di Bolsena - Visioni evanescenti del lago (1986)
- Lago di Bolsena - Isola Martana (1989)
- Vitorchiano - Veduta da Via Marzio 46 (1989)
- Lago di Bolsena – Tramonto (1991)
- Sardegna – Chia (1991)
- Bagnaia - Vista da Montecchio (1992)
- I pesci rossi (1992)
- La fontana (1995)
- Montecchio (1995)
- Il canneto (1996)
- Lago di Bolsena (1996)
- Venezia - I misteri del Canal Grande (1996)
- Il bambù (1997)
- Lago di Bolsena – Bisentina (1997)

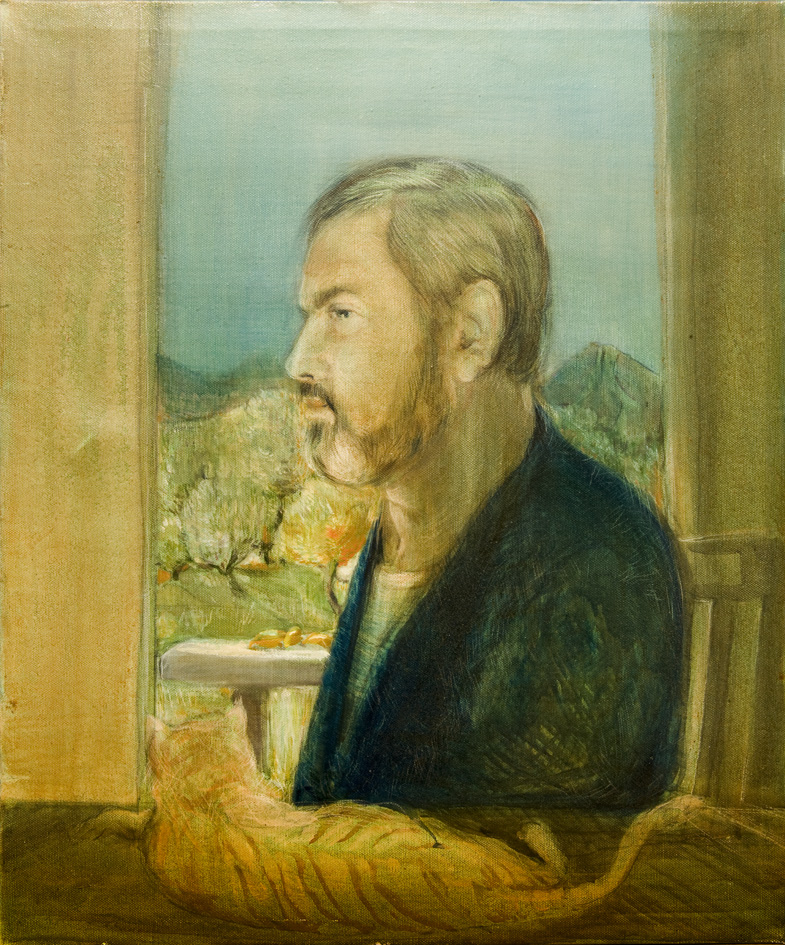
Autoritratto con Aspasio (olio su tela 50x60), opera di Heinz J. Duell del 1982

### Nature morte
- Natura morta - Il peperoncino (1979)
- Le calle (1999)
- Primavera (1999)
- Natura morta - Eclisse con limoni (2000)

### Ritratti
- Rabat - Donna berbera con bambina (1969)
- Ritratto - Vicolo Dritto (1976)
- Autoritratto con Aspasio (1982)
- Ritratto – Rassegnazione (1984)
- Donna sarda in costume (1986)
- Ritratto – Ascanio (1990)
- Bulicame - Il tramonto (1996)
- Bulicame - L'imbrunire (1996)

### Grafiche

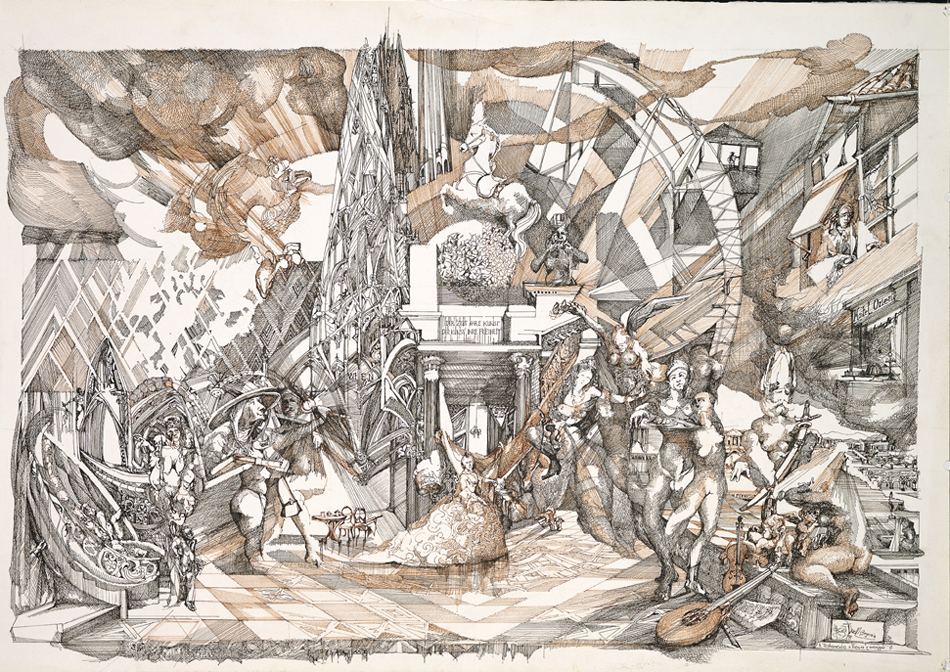
Allegorie - Vienna (china e seppia su cartoncino 100x70), opera di Heinz J. Duell del 1991

- Durro o burro (1988)
- Il pitone (1988)
- Viterbo - Caffè Schenardi (1989)
- Venezia - Allegro con brio (1990)
- Allegorie – Vienna (1991)
- Allegorie – Roma (1996)
- Allegorie - Ecce Homo (1998)

### Ceramiche
- Il cigno (1987)
- Il piatto furioso (1990)
- La coppia con il merlo (1990)
- L'oca (1991)
- Lo scorpione (1991)
- Natale (1991)
- Il capitone (1993)
- Il carciofo (1993)
- Le quattro stagioni (1995)
- Il frutto (1999)